# Chomętowo, Hạt Gryfice
Chomętowo [xɔmɛnˈtɔvɔ] (tiếng Đức: Gumtow)  là một ngôi làng thuộc khu hành chính của Gmina Trzebiatów, thuộc hạt Gryfice, West Pomeranian Voivodeship, ở phía tây bắc Ba Lan. Nó nằm khoảng 8 kilômét (5 mi) phía tây Trzebiatów, 14 km (9 mi) phía bắc Gryfice và 80 km (50 mi) về phía đông bắc của thủ đô khu vực Szczecin.
Ngôi làng có dân số là 254 người.